# Марден, Брайс
Брайс Марден (англ. Nicholas Brice Marden Jr; 15 октября 1938, Бронксвилл — 9 августа 2023) — американский художник-минималист.

## Биография
Марден родился в Бронксвилл, штат Нью-Йорк, учился в Колледже Южной Флориды (1957—1958), получил степень бакалавра изобразительных искусств в Университете Бостона в 1961 году, магистра изобразительных искусств в Йельской школе искусства и архитектуры (1963), где учился с Эстебаном Висенте, Алексом Кацом, Jon Schueler, Джеком Творковым, Реджинальдом Поллаком, Филипом Перлстайном и Габором Петерди. Среди его сокурсников были знаменитые в будущем художники Ричард Серра, Чак Клоуз, Нэнси Грейвз и Роберт Мангольд.
Марден переехал в Нью-Йорк в 1963 году, где познакомился с творчеством Джаспера Джонса. Следующим летом Марден путешествует в Париж. В 1966 году он был нанят в качестве помощника Роберта Раушенберга. В этом же году состоялась его первая персональная выставка в Нью-Йорке в Bykert Gallery.
В 1972 году работы Мардена были показаны на Документе в Касселе, в 1975 году прошла ретроспектива в Музее Гуггенхайма в Нью-Йорке.
Умер 9 августа 2023 года в своём доме в Тиволи, штат Нью-Йорк в возрасте 84 лет.

## Творчество
В Йеле Марден разработал формальные принципы, которые характеризовали его графику и живопись в последующие десятилетия: преобладание прямоугольных форматов, повторяющееся использование приглушенной индивидуальной палитры. В ранних работах 1960-х и 1970-х годов преобладали монохромные холсты, по одному или в сериях. Эти ранние монохромные работы покрыты толстым слоем энкаустики, открывая следы мастихина, сохраняя следы работы художника. Это отличает манеру Мардена от современников-минималистов, которые предпочитали индустриальное качество работ, к которым будто не прикасалась рука художника.
Несмотря на то, что картины Мардена беспредметны, они часто рождаются из определенного опыта или в качестве реакции на проведенное время в определенном месте. В 1971 году он и его жена Хелен Харрингтон посетили греческий остров Гидра, куда впоследствии часто возвращались, свет и пейзаж острова в значительной степени повлияли на работы художника (Grove Group paintings, 1972—1980; Souvenir de Grèce, 1974—1996). В 1983 году Марден с семьей путешествовали по Таиланду, Шри-Ланке и Индии. Художник был под большим впечатлением от искусства, природы и культуры Азии. Марден впоследствии включил многие элементы этих традиций в свои работы (Shell Drawings, 1985—1887). Посещение в 1984 году выставки мастеров японской каллиграфии VIII-XIX веков, вдохновили Мардена обратиться к новым формам (серия Cold Mountain, 1989—1991).
В середине 1980-х годов Марден перешёл от минимализма к жестикуляционной живописи (как раз в это время Марден путешествовал по Азии, где увлекся искусством каллиграфии).